# The Third Bardo
The Third Bardo var en amerikansk rockgrupp som, under ledning av sångaren Jeff Monn, var aktiv under en kort period i slutet av 1960-talet. Gruppens enda singel, "I'm Five Years Ahead of My Time", gavs ut 1967 av Roulette Records.
Bandet genomförde endast en inspelningssession, under vilken sex spår spelades in med Teddy Randazzo som producent. Utöver "I'm Five Years Ahead of My Time" gavs ursprungligen endast b-sidan "Rainbow Life" ut. Sundazed Records gav 2000 ut alla låtarna på EP:n The Third Bardo.
"I'm Five Years Ahead of My Time" fick begränsad speltid i radio, men kom att betraktas som en rockklassiker efter att ha inkluderats på samlingen Nuggets: Original Artyfacts from the First Psychedelic Era 1965-1968.

## Medlemmar
- Jeff Monn (Jeffrey Neufeld) – sång, gitarr
- Bruce Ginsberg – trummor
- Ricky Goldklang – gitarr
- Damian Kelly – basgitarr
- Richy Seslowe – gitarr